# Túnel Winterberg
O túnel Winterberg (ou túnel Craonne), é um túnel localizado na montanha de Craonne no departamento de Aisne, França, que foi o local de uma terrível tragédia durante a Primeira Guerra Mundial, onde mais de 250 soldados foram enterrados vivos sem poderem ser resgatados.

## História
Em 4 e 5 de maio de 1917, em Craonne (Chemin des Dames), mais de 275 jovens soldados alemães do RIR 111 de Württemberg desapareceram neste túnel. O túnel, de quase 300 metros de comprimento, foi usado para abastecer a primeira linha de frente com homens, armas e munições.
A artilharia francesa conseguiu destruir as duas entradas e 275 soldados ficaram presos a mais de 20 metros de profundidade. A maioria deles cometeu suicídio ou morreu de sede ali. Apenas dois foram salvos uma semana depois.

## Descoberta
Este túnel foi descoberto "oficialmente" em janeiro de 2020 por uma família de historiadores amadores. Alain Malinowski, prefeito de Orainville, trabalhou com os arquivos durante 25 anos para encontrar a entrada enquanto seu filho Pierre Malinowski organizou a operação noturna para abri-la com o guindaste sem autorização. Em 2021, organizações francesas e alemãs abriram o túnel para dar um enterro adequado aos soldados que haviam morrido anos antes.